# Lamourouxia
Lamourouxia é um género botânico pertencente à família Orobanchaceae.

## Sinonímia

### Espécies
Composto por 54 espécies:
Lamourouxia andicola Lamourouxia bartsioides Lamourouxia betonicaefolia
Lamourouxia brachyantha Lamourouxia breviflora Lamourouxia brevifolia
Lamourouxia coccinea Lamourouxia colimae Lamourouxia conzattii
Lamourouxia cordata Lamourouxia dasyantha Lamourouxia dependens
Lamourouxia dispar Lamourouxia euphrasioides Lamourouxia exserta
Lamourouxia gracilis Lamourouxia grandiflora Lamourouxia gutierrezii
Lamourouxia hyssopifolia Lamourouxia integerrima Lamourouxia jaliscana
Lamourouxia laciniata Lamourouxia lanceolata Lamourouxia linearis
Lamourouxia longiflora Lamourouxia longifolia Lamourouxia loxensis
Lamourouxia macrantha Lamourouxia microphylla Lamourouxia montana
Lamourouxia multifida Lamourouxia nelsonii Lamourouxia nilsonii
Lamourouxia ovata Lamourouxia paneroi Lamourouxia parayana
Lamourouxia parviflora Lamourouxia parvifolia Lamourouxia pringlei
Lamourouxia rhinanthifolia Lamourouxia scabra Lamourouxia serratifolia
Lamourouxia smithii Lamourouxia spathacea Lamourouxia stenoglossa
Lamourouxia subincisa Lamourouxia sylvatica Lamourouxia tenuifoiia
Lamourouxia tenuifolia Lamourouxia tepicana Lamourouxia viejensis
Lamourouxia virgata Lamourouxia viscosa Lamourouxia xalapensis
Lamourouxia zimapana